# Teoria praw własności
Teoria praw własności lub ekonomika praw własności – jeden z instytucjonalnych nurtów ekonomii neoklasycznej, zainicjowany w latach 70. XX w. m.in. przez Armena A. Alchiana i Harolda Demsetza, odrzucający jednak neoklasyczny sposób rozumienia równowagi ekonomicznej.
Prawa własności są ukształtowanymi przez prawo (stanowione, normatywne), zwyczaje oraz moralność uprawnieniami definiującymi i zarazem ograniczającymi (w stosunku do innych osób) zakres zawłaszczania oraz wykorzystywania zasobów i dóbr ekonomicznych. Większość dóbr nie jest dobrami czysto prywatnymi dlatego w realnych gospodarkach występują efekty zewnętrzne (bezpośrednie).
Ekonomika praw własności (ang. property rights) podkreśla znaczenie indywidualnych i transferowalnych praw własności dla efektywnej alokacji zasobów w gospodarce. Teoria praw własności zakłada, że prawa własności pozwalają ograniczyć zakres stosunków niewymiennych w gospodarce, czyli takich, które są niekoordynowane przez rynek, co oznacza, że prawa te są sposobem swoistego uwewnętrzniania (internalizacji) efektów zewnętrznych.
Inne nurty instytucjonalne ekonomii neoklasycznej:
- Nowa ekonomia polityczna
- Teoria wyboru publicznego
- Teoria kosztów transakcyjnych